# Haplophyllum luteoversicolor
Haplophyllum luteoversicolor är en vinruteväxtart som beskrevs av C. C. Townsend. Haplophyllum luteoversicolor ingår i släktet Haplophyllum och familjen vinruteväxter. Inga underarter finns listade i Catalogue of Life.